# ユーレイデコ
『ユーレイデコ』は、サイエンスSARU制作による日本のオリジナルテレビアニメ作品。2022年7月から9月までTOKYO-MXほかにて放送された。キャッチコピーは「ユーレイだけど、存在してる。」

## 制作
2022年3月11日にオリジナルTVアニメ「ユーレイデコ」の放送開始時期が7月に決定が発表され、ティザービジュアルおよびPVが公開された。また、本作がAR・VRが絡む世界観に合わせ、3月26日・27日に東京・東京ビッグサイトで開催される「AnimeJapan 2022」のバンダイナムコグループブースに、「ユーレイデコ」も出展された。
原案は2020年までサイエンスSARUの代表取締役社長を務めた湯浅政明と本作のシリーズ構成を務める佐藤大の二人によるもので、監督は、これまで「鋼の錬金術師」や「スペース☆ダンディ」に作画で参加し、過去にサイエンスSARUにて「SUPER SHIRO」を手掛けた霜山朋久が起用。霜山は本作がTVシリーズ初監督である。シリーズ構成は「交響詩篇エウレカセブン」など多くのアニメ作品を手掛けた佐藤大が起用。佐藤との共同脚本には「怪盗ジョーカー」や「さよなら、ティラノ」でも共同で脚本を手掛けたうえのきみこが担当。佐藤とのコンビは本作で4作品目となる。キャラクターデザインはこれまで庵野秀明や磯光雄などの作品に参加し、「日本沈没2020」で演出・作画監督を手掛けた本間晃が担当。本間がサイエンスSARUの作品のキャラクターデザインを手掛けるのは本作が初である。
本作はミト、齊藤耕太郎、Yebisu303が手掛けるメイン音楽とは別にコラボレーションソングとして、各話ごとに異なるアーティストが担当する。2022年6月23日には参加アーティスト第1弾として、第1話はKOTARO SAITO（with leift）、第2話はYebisu303と湧、第3話はTWEEDEES、第4話はココロヤミが参加することが明かされた。

## あらすじ
島全体が電脳化されている情報都市トムソーヤ島。住人には視覚情報デバイス・デコが支給され、仮想データがデコに映る現実空間でデータに触れたり、「超再現空間」と呼ばれる別個に構築された仮想世界にダイブすることができ、人々は現実と虚構の世界を行き来している。また、人々の行動はらぶという評価係数によって他者から評価されている。らぶの数によって生活が向上する事から、住人はらぶ集めに励んでいた。
だが、突然らぶの数が0になる0（ゼロ）現象と呼ばれる異常事態が発生。0現象を引き起こす怪人ゼロの噂が広まっていた。
両目にデコを宿している少女ベリィは、大量のらぶを獲得しようと怪人ゼロを追っていた。だがある日、右目のデコが故障した事で島に隠されていた真実を知る。そして天才ハッカー・ハックとの出会いを機に、0現象の謎と島を支配する強大な存在に立ち向かっていく。

## 登場人物
ベリィ
声 - 川勝未来
主人公。好奇心旺盛な少女。「らぶい!」が口癖。両目にデコを施術されている。右目のデコが不調になったことがきっかけでハックと知りあう。4話からユーレイ探偵団のメンバーとなり、フィンたちと暮らし、「ダイアリー」と呼びかける日記をつけている。
ハック
声 - 永瀬アンナ
デコ迷彩で姿を隠しいたずらをして回る謎の子供。ベリィを「ガジガジ」と呼び、「スタコラ」や「ギラギラ」などの擬音を交えて話す。AIロボットのパップと暮らしている。両親や家族の記憶がなく、カスタマーセンターのデータにも記録がない。ベリィが身元を調べようとしたときは激怒し、「自分の目ん玉で見たものが本当だ」と主張した。
フィン
声 - 入野自由
長髪に着物のような服、つばの広い帽子を被った人物。「ユーレイ」の一人で0現象を解明するためユーレイ探偵団を立ち上げる。超再現空間をあやつる「ワールディング」を得意としているが、デコをつけていると気分が悪くなるデコアレルギーのため、超再現空間での活動はハックに任せている。得意な料理はガパオライス。
ユーレイ達が住むスラム出身。子供時代はオジイ（声 - 仲野裕）、オバア（声 - 斉藤こず恵）、オジキ（声 - 稲葉実）、アニキ（声 - 関智一）、アネキ（声 - アナンド雪）、イトコ（声 - 佐藤里緒）と暮らしていた。自分のデコアレルギーやオジイの体調不良が廃棄物処理施設が老朽化で止まっているのが原因と突き止め、カスタマーセンターに訴えたが、不正ログインの容疑をかけられた上、家族はらぶを取り上げられる。これが原因で家族から絶縁され、街を出たという過去がある。
ハンク
声 - 佐藤せつじ
ユーレイ探偵団のメンバー。ガラクタからあらゆるものをつくる。
ミスターワトソン
声 - 不明
ユーレイ探偵団のメンバー。スーツ姿に猫の頭の男。まったくしゃべらず筆談やタブレットで意思疎通している。
マダム44
声 - 定岡小百合
ユーレイ探偵団のメンバーの老婦人。メンバーとはパップのモニターを使った遠隔通信で交流している。普段は介護施設の一角にある部屋で寝たきりだが、外出するときはベッドがロボットに変身する。
スマイリー
声 - 釘宮理恵
ユーレイ探偵団のメンバー。ガスマスクを被った少女で毒舌家。マダム44の孫娘。
パップ
声 - 不明
ハックの身の回りの世話をするAIロボット。
マシアル
声 - 宮島岳史
ベリィの父。カスタマーセンターのコンテンツモデレーターとして働いている。
ランプ
声 - 清水はる香
ベリィの母。夫のマシアルと同じくカスタマーセンターで働いている。
ロジ
声 - 山本和臣
ベリィのクラスメイト。アバターは青りんご。
ハーパー
声 - 松浦裕美子
ベリィのクラスメイト。アバターはアリクイ。
博士
声 - 多田野曜平
ネオ動物博物館の創立者。デコで作った人工動物を博物館に展示している。間違った情報は消すべきとの信念を持つ。
アナリティカ
声 - 内田夕夜
謎のラーメン屋台の店主。正体はマークトゥエインと呼ばれる場所を作った、人工知能エンジニア。
インジャンクションジョー
声 - 塩田朋子
マークトゥエインに住む白髪の中年女性。あらゆる情報をあやつり、らぶも操作できる。0現象を起こす怪人0の正体。「うぶでピュア」なハックとベリィに目を付け、役割を譲ると持ち掛ける。

## 用語
らぶ
トムソーヤ島住民の評価係数。ハートのアイコンと数字で表される。らぶで様々なデコなどを増やすことができるため、ベリィをはじめ住民たちはらぶを貯めることにやっきになっている。
カスタマーセンター
トムソーヤ島の住民の「らぶ」の管理をしている。ベリィの両親が働く。不適切なコンテンツや過去の記録を秘密裏に削除している。
ユーレイ
トムソーヤ島で住民登録されていない人間たち。デコやらぶを使えないが街のあらゆる場所に行ける。
0現象
現場周辺の"らぶ"が強制的に0になってしまう現象で、謎の存在「怪人0」が引き起こしているのではないかと噂されている。

## スタッフ
- 原案 - 湯浅政明、佐藤大
- 監督 - 霜山朋久
- シリーズ構成 - 佐藤大
- キャラクターデザイン - 本間晃
- プロップデザイン - 石山正修（第1、2、10話 -）、ツブキケン（第2話 -）
- 音楽 - ミト、齊藤耕太郎、Yebisu303[1]
- 美術監督・美術設定 - 赤井文尚
- 美術設定 - 小谷隆之（第5 - 8、10、12話）、芳賀ひとみ（第5話 -）
- 色彩設計 - 辻田邦夫
- 撮影監督 - 関谷能弘、伊藤ひかり
- 編集 - 齊藤朱里
- 音響監督 - 久保宗一郎
- 音響効果 - 西村睦弘
- 音楽制作 - ランティス
- 音楽プロデューサー - 佐藤純之介
- 企画プロデュース - 鈴木哲史
- 企画統括 - 大河原健、山口貴也
- チーフプロデューサー - 菊川裕之、Eunyoung Choi、坪井信人
- プロデューサー - 百武揮志朗、崎田康平、キムリリ、曹聡
- アニメーション制作 - サイエンスSARU
- 製作 - ユーレイ探偵団（バンダイナムコフィルムワークス、サイエンスSARU、クランチロール、NetEase Games）

## 各話リスト
| 話数 | サブタイトル         | 脚本         | 絵コンテ                              | 演出          | 作画監督                                                                                          | 初放送日      |
| --- | -------------------- | ------------ | ------------------------------------- | ------------- | ------------------------------------------------------------------------------------------------- | ------------- |
| 第1話 | トムソーヤでの冒険   | 佐藤大       | 霜山朋久                              | 霜山朋久      | 本間晃 石山正修 Kim Kyongho                                                                       | 2022年 7月3日 |
| ベリィは学校でその場のらぶが0になる0現象を起こす怪人0の話を聞く。右目のデコの調子が悪いベリィが街に出ると、壊れた右目だけで見える謎の子供と出会う。その夜、ベリィは彼に超再現空間に連れていかれる。 |                      |              |                                       |               |                                                                                                   |               |
| 第2話 | 不思議なよそ者       | 佐藤大       | 蓮谷トヲル 霜山朋久 本橋茉里 野口花梨 | 蓮谷トヲル    | 石山正修                                                                                          | 7月10日       |
| ベリィは超再現空間で怪人0に追われ帰還。しかし翌日全ての記録が消えていた。眼科に行ったベリィは目のデコの手術を勧められたが逃げ出す。ベリィは父親のゴーグルで仕事場の超再現空間に行くが、カスタマーセンターでは不適切なデータが次々消されていた。ショックを受けたベリィは夜中、謎の子供ハックを探しに家を出る。ベリィはフィンと出会う。 |                      |              |                                       |               |                                                                                                   |               |
| 第3話 | 仕組まれた裁判       | 佐藤大       | 藤倉拓也                              | 藤倉拓也      | 恩田尚之 吉原拓也                                                                                 | 7月17日       |
| ハックは0現象の容疑でカスタマーセンターに逮捕されたが黙秘していた。フィンはハンクが作ったデバイスでベリィを超再現空間に送りこみ、0現象が自然現象である証拠を入手。翌日の裁判でベリィはデコで弁護士ベル（声 - 木村香央里）を名乗ってフィンを弁護するが、変装していることがばれる。検察もロボットであることが判明し、騒ぎに乗じてベリィとハックは逃走するが、追っ手に爆破される。 |                      |              |                                       |               |                                                                                                   |               |
| 第4話 | ユーレイ探偵団       | 佐藤大       | 本橋茉里                              | Kim Min-sun   | Seo Sun-yeong Kang Hyeon-guk Kim Seong-beom Jang Sang-mi                                          | 7月24日       |
| 4か月後、事故死を偽装したベリィはユーレイとなりフィンたちのユーレイ探偵団の世話になっていた。ベリィはミツマメ（声 - 利根健太朗）という男の依頼で消えたアバターの捜査に一人で行く。ベリィはカスタマーセンターに侵入しアバターを発見。偶然現れた両親が都市のバックアップ全てを検索するシステムを起動しているのを目撃する。 |                      |              |                                       |               |                                                                                                   |               |
| 第5話 | うそつき鵺を追って   | うえのきみこ | 加来哲郎                              | 加来哲郎      | 吉原拓也 Kim Kyongho 林可爲                                                                       | 7月31日       |
| 探偵団はネオ動物博物館の博士からデコペディアの鵺の記事を正しく書き換えてほしいと依頼される。ベリィとハックは超再現空間で記事を見つけるが、二人がふざけて改変した鵺が拡散して人気になり、博物館の鵺に苦情が殺到。マダムは昔の本を入手し、鵺は架空の動物であることが判明。博士は鵺を消滅させる。 |                      |              |                                       |               |                                                                                                   |               |
| 第6話 | スマイリーの跳び迷子 | 佐藤大       | 岩畑剛一                              | 高村雄太      | Seo Soon-yeong Yoon Jeong-hye Kim Gyeong-hwa Jang Sang-mi Kim Seong-beom                          | 8月7日        |
| スマイリーが迷子のドローン「どろん」（声 - 落合弘治）を拾う。解析の結果、持ち主のカーニィの名と終身介護施設の住所が出てくる。ベリィが訪ねると敷地内でスマイリーの祖母マダム44が寝たきりで暮らしていた。ベリィは警備ドローンに追い払われるが、フィンの超再現空間にハックと入り、カーニィが怪人0ネーションを制作したハケットであることが判明する。 |                      |              |                                       |               |                                                                                                   |               |
| 第7話 | ひとでなしの屋台     | うえのきみこ | 葉摘田緒                              | 酒井原美樹    | 石山正修 宮かなえ Kim Kyongho Oh Doo-hyeong                                                       | 8月14日       |
| ワトソンは幻のラーメン屋台を探していた。ベリィも協力して聞き込みするが「友達の友達に聞いた」という曖昧な証言ばかり。ワトソンはラーメン屋に行く途中怪我をした人物に地図を書いてもらうことに成功。ワトソン、ベリィ、ハックは地図を頼りにラーメン屋台を発見。店主は都市開発のための人工知能エンジニア・アナリティカで地図にない空間を作りだし人間の噂を調べるためネット上の情報は全て削除しているという。ラーメンを食べていると0現象が起き超再現空間に移動。怪人0に追われた3人にアナリティカはマークトウェインの開発者と告白し出口を作るが怪人0の攻撃で壊れ、孔雀の羽根型のデバイスを残した。 |                      |              |                                       |               |                                                                                                   |               |
| 第8話 | 天国に手を伸ばせ！   | 佐藤大       | 葉摘田緒                              | 蓮谷トヲル    | Seo Sun-yeong Kim Eun-seon Kim Gyeong-hwa Lee Seung-hi Kang Hyeon-guk Kim Seong-beom Jang Sang-mi | 8月21日       |
| ベリィはハンクと海のガラクタを拾いに行き、船乗りのウィル（声- 駒谷昌男）から明日海が閉鎖され人工衛星が落下するとの情報を入手。フィンはハケットの空間にハックを潜入させ、カスタマーセンターに侵入できる検索エンジンエンジェルフィッシュクラブのIDカードを入手。さっそく人工衛星について調べると衛星から機密情報を積んだカプセルが射出されるという。当日探偵団はカプセルの横取りに成功するがフィンはデータは壊れていたという。だがフィンが深夜こっそりカプセルを分析しているのをメンバーが発見。フィンはメンバーを利用していただけと開き直り、探偵団解散を告げる。                           |                      |              |                                       |               |                                                                                                   |               |
| 第9話 | 燃える烙印           | うえのきみこ | 岩畑剛一                              | 則座誠        | 吉原拓也 星夢乃 下地なるみ 塚本あかね                                                             | 8月28日       |
| 子供時代のフィンは、下町の浄化システムが故障して住民に体調不良が増えているのに気付き、カスタマーセンターに訴えたが不正ログインとして家族のデコやらぶを取り上げられ町を追い出されていた。フィンの過去を知った探偵団は、フィンの住んでいた下町の処理施設でフィンを発見。メンバーの協力でシステムをリセットできることがわかったが、住民のらぶも消えてしまうことが判明。住民はリセットに反対し、探偵団を怪人0呼ばわりする。 |                      |              |                                       |               |                                                                                                   |               |
| 第10話 | 天国まで2ファゾム？  | 佐藤大       | 葉摘田緒                              | Misu Yamaneko | Kim Eun-sun Yoon Jeong-hye Kim Gyeong-hwa Jang Sang-mi Kim Seong-beom Lee Seung-hi                | 9月4日        |
| 怪人0と名指しされた探偵団はカスタマーセンターに追われる身となる。ベリィ、ハック、フィンはマダムが解析したデータを手にネオ動物博物館に逃げ込む。3人はドローンを使い、天空にある「マークトゥエイン」を目指す。 |                      |              |                                       |               |                                                                                                   |               |
| 第11話 | 運命は二度変わる     | うえのきみこ | 数井浩子 本橋茉里                     | 蓮谷トヲル    | 石山正修 宮かなえ 下地なるみ 久保聡一郎 五十子忍                                                  | 9月11日       |
| マークトゥエインには島の全てのバックアップがあった。ベリィは両親が自分たちを助けてくれたと知り涙ぐむ。フィンはハックを超再現空間に送り込む。ハックと怪人0の対決が始まる。 |                      |              |                                       |               |                                                                                                   |               |
| 第12話 | 最高に秘密の場所     | 佐藤大       | 霜山朋久                              | 霜山朋久      | 石山正修 Kim Kyongho 下地なるみ 吉原拓也                                                          | 9月18日       |
| 幸せな少女の物語に捕らわれたハックをベリィが救出。二人は怪人0ことインジャンクションジョーと対面。ジョーは怪人0の後継者に二人を指名し、ハックが引き受ける。地上に送られたベリィとフィンは探偵団に救出される。1年後、両親のもとに戻ったベリィはじめ探偵団の面々はそれぞれの人生を歩んでいた。ハックは姿を消したが、久しぶりにベリィの前に現れる。 |                      |              |                                       |               |                                                                                                   |               |

## 放送局
| 放送期間               | 放送時間                     | 放送局   | 対象地域   | 備考                                   |
| ---------------------- | ---------------------------- | -------- | ---------- | -------------------------------------- |
| 2022年7月3日 - 9月18日 | 日曜 23:00 - 23:30           | TOKYO MX | 東京都     |                                        |
| 2022年7月5日 - 9月20日 | 火曜 0:30 - 1:00（月曜深夜） | BS日テレ | 日本全域   | BS/BS4K放送 / 『アニメにむちゅ〜』枠   |
| 2022年7月6日 - 9月21日 | 水曜 3:30 - 4:00（火曜深夜） | 毎日放送 | 近畿広域圏 | 『アニメ特区』第3部 / 初回 3:50 - 4:20 |

| 配信開始日     | 放送時間                     | 配信サイト |
| -------------- | ---------------------------- | --- |
| 2022年7月3日   | 日曜 23:30 更新              | Amazon Prime Video アニメ放題 ABEMA プレミアム FOD MBS動画イズム auスマートパスプレミアム GYAO!ストア J:COMオンデマンド TELASA dアニメストア dTV ニコニコチャンネル [ 11 ] HAPPY!動画 バンダイチャンネル ひかりTV ビデオマーケット Hulu music.jp milplus U-NEXT RakutenTV |
| 2022年7月6日   | 水曜 12:00 更新              | GYAO! |
|                | 水曜 23:00 - 23:30           | ニコニコ生放送 |
| 2022年7月7日 - | 木曜 1:00 - 1:30（水曜深夜） | ABEMAアニメチャンネル |
| 2022年7月8日 - | 金曜 20:00 更新              | TVer MBS動画イズム |

## 主題歌
オープニングテーマ
　「1,000,000,000,000,000,000,000,000 LOVE」（ヨッタ・ラブ）
作詞・作曲 - ミト / 編曲 - DE DE MOUSE / 歌 - クラムボン

エンディングテーマ
　「あいむいんらぶ」
楽曲製作（作詞曲） - パソコン音楽クラブ、歌 - ベリィ(声 - 川勝未来) 、ハック(声 - 永瀬アンナ)

挿入歌
「笑い合う時」(第6話)
作詞：MCU、除村武志 / 作編曲：除村武志 / 歌 - YMCK、MCU
「Utopia」(第12話)
作詞・作曲・編曲 - ミト / 歌 - クラムボン

## 漫画
2022年7月8日、本作がWebtoon化され、「LINEマンガ」（LINE Digital Frontier）にて連載を開始。「ストーリーを振り返ることができる」ために、アニメの最新話のストーリーを描いた話が公開されている。アニメの監督の霜山によるあとがきも、毎話掲載されている。作画はDIGITAL SHOKUNIN STUDIOが担当。